# Ernst Wilhelm Küstner
Ernst Wilhelm Küstner (* 3. November 1759 in Leipzig; † 21. September 1836 in Wurzen) war ein deutscher Jurist, Ratsherr, Rittergutsbesitzer und Domherr.

## Leben
Er stammte aus einer Leipziger Gelehrtenfamilie und schlug eine Verwaltungslaufbahn ein. Er wurde wie viele seiner Vorfahren Jurist im Dienst des Kurfürsten und Könige von Sachsen. Der Leipziger Jurist Christian Wilhelm Küstner (1721–1785) war sein Vater, dessen Besitzungen er nach seinem Tod erbte. Emerentia Charitas geborene Schneider war seine Mutter, die jedoch bereits in jungen Jahren starb, so dass sein Vater ein zweites Mal heiratete und er bei der Stiefmutter Dorothea Elisabeth verw. Richter geb. Gaudlitz aufwuchs.
Er promovierte am 20. April 1782 an der Universität Leipzig zum Dr. jur. Das Thema seiner Dissertation lautete: De Antiqvissimis Mercatvrae Ivdiciis, Lipsiae 1782. Als Advokat arbeitete er am Hofgericht und am Konsistorium Leipzig. Von 1783 bis 1794 war er Ratsherr der Messestadt Leipzig.
1811 war er Senior und Scholastikus des Domkapitels Wurzen (Königreich Sachsen) sowie Kanonikus zu Zeitz (ab 1815: Königreich Preußen).
In Trossin wurde er zum Besitzer des dortigen Rittergutes, das durch seine Ehefrau an die Familie gelangte und bis zur Bodenreform 1945 im Besitz der Familie Küstner blieb.

## Familie
Ernst Wilhelm Küstner heiratete am 16. September 1785 Erdmuthe Christiane (1766–1846), die Tochter des Ratsherrn Kammerrat Christian Gottlob Frege aus Leipzig. Sein ältester Sohn war Christian Wilhelm Küstner (1787–1843), dann folgte Moritz Küstner (1790–1859) und die Tochter Cäcilie.
Der Mediziner Otto Küstner ist sein Enkelsohn.

## Werke (Auswahl)
- Respondent der Habilitations-Disputation von Christian Friedrich Pohl: De Codicibvs Gregoriano Atqve Hermogeniano Commentatio Historica, Leipzig 1777.
- De publica rei librariae cura imprimis Lipsiensi, Leipzig, 1778 (Arbeit zur Erreichung des Abschlusses Baccalaureus) (Digitalisat des MDZ)
- Commentarii De Rebus Novis Literariis 1779, Helmstedt, Leuckart, 1779
- Ordinarius senior caeterique assessores facultatis iuridicae Lipsiensis summos in iure honores […], 1782 (Doktordiplom)
- De antiquissimis mercaturae iudiciis specimen I., 1782 (Dissertation)[5]

## Ehrungen
1789 wurde er in die Leipziger Ökonomische Sozietät aufgenommen.